# Charanyca trilinea
Charanyca trilinea är en fjärilsart som beskrevs av Ignaz Schiffermüller 1776. Charanyca trilinea ingår i släktet Charanyca och familjen nattflyn. Inga underarter finns listade i Catalogue of Life.